# بيت حاويك
بيت حاويك هي قرية لبنانية من قرى قضاء الضنية في محافظة الشمال.